# مانوئل فومیک
مانوئل فومیک (انگلیسی: Manuel Fumic؛ زادهٔ ۳۰ مارس ۱۹۸۲) دوچرخه‌سوار اهل آلمان است.
وی در مسابقات کشوری و بین‌المللی در مجموع برندهٔ ۱ مدال طلا، ۱ مدال نقره شده‌است.